# Erik Tengblad

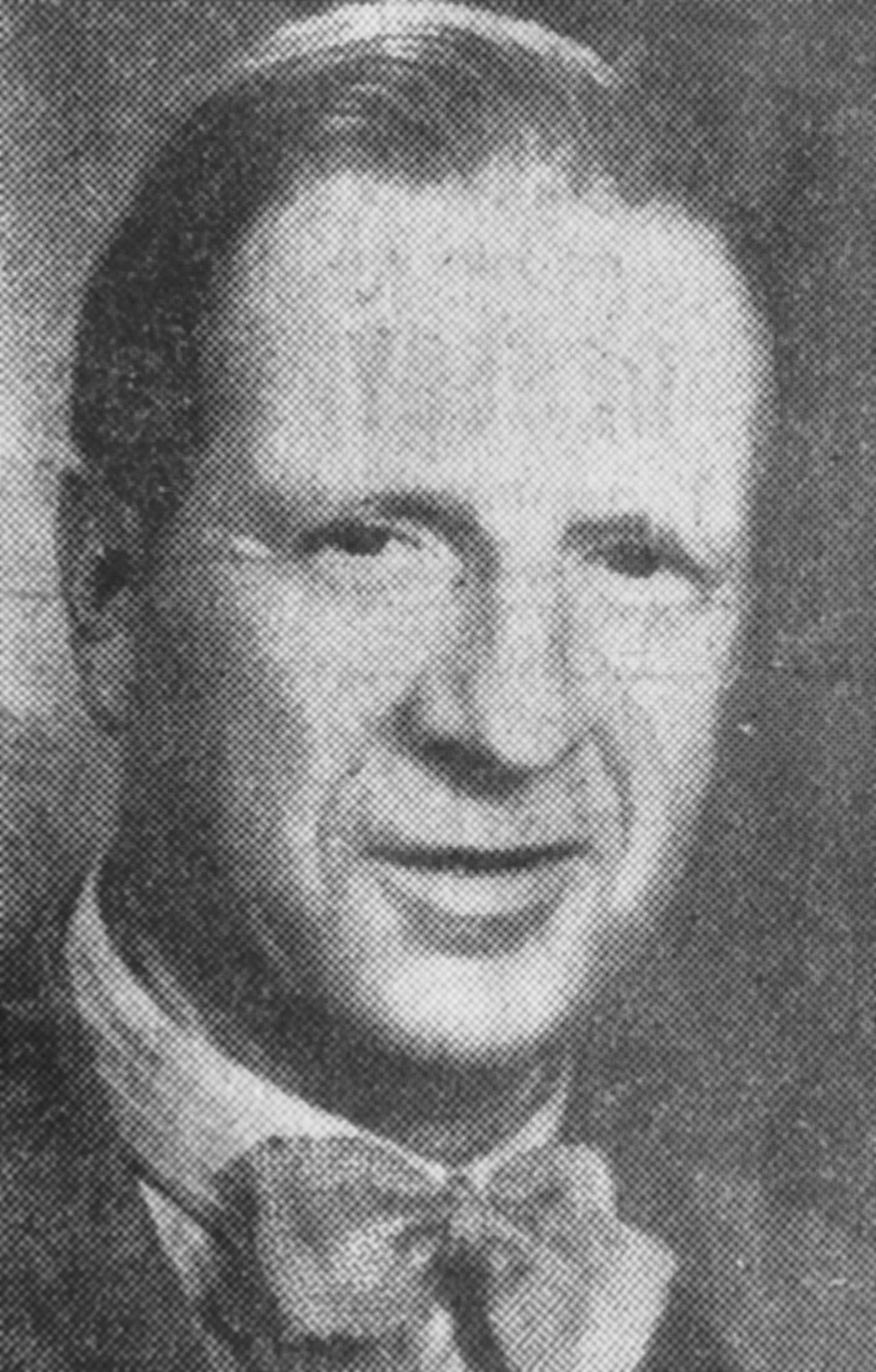
Erik Tengblad.

Erik Herman Tengblad, född 12 juli 1898 i Klara församling, Stockholm, 13 januari 1988 i Västerleds församling, Bromma, var en svensk trafikdirektör.
Tengblad avlade studentexamen 1918 och anställdes vid AB Stockholms Spårvägar 1919, där han blev trafikchefsassistent 1922, trafikinspektör 1937, överinspektör 1941, trafikchef 1950, tf. verkställande direktör 1954 (efter Martin Helins död) och vice verkställande direktör och trafikdirektör 1955–63. Han var sakkunnig vid bland annat 1954 års högertrafikutredning och styrelseordförande i Trafikkonsult AB från 1964.
År 1963 utkom skriften Litet stycke stad: Till Erik Tengblad april 1963 med text av Per Anders Fogelström och originalteckningar av Stig Claesson. 